# Aloe pachygaster
Aloe pachygaster är en grästrädsväxtart som beskrevs av Moritz Kurt Dinter. Aloe pachygaster ingår i släktet Aloe och familjen grästrädsväxter.
Artens utbredningsområde är Namibia. Inga underarter finns listade i Catalogue of Life.

## Bildgalleri

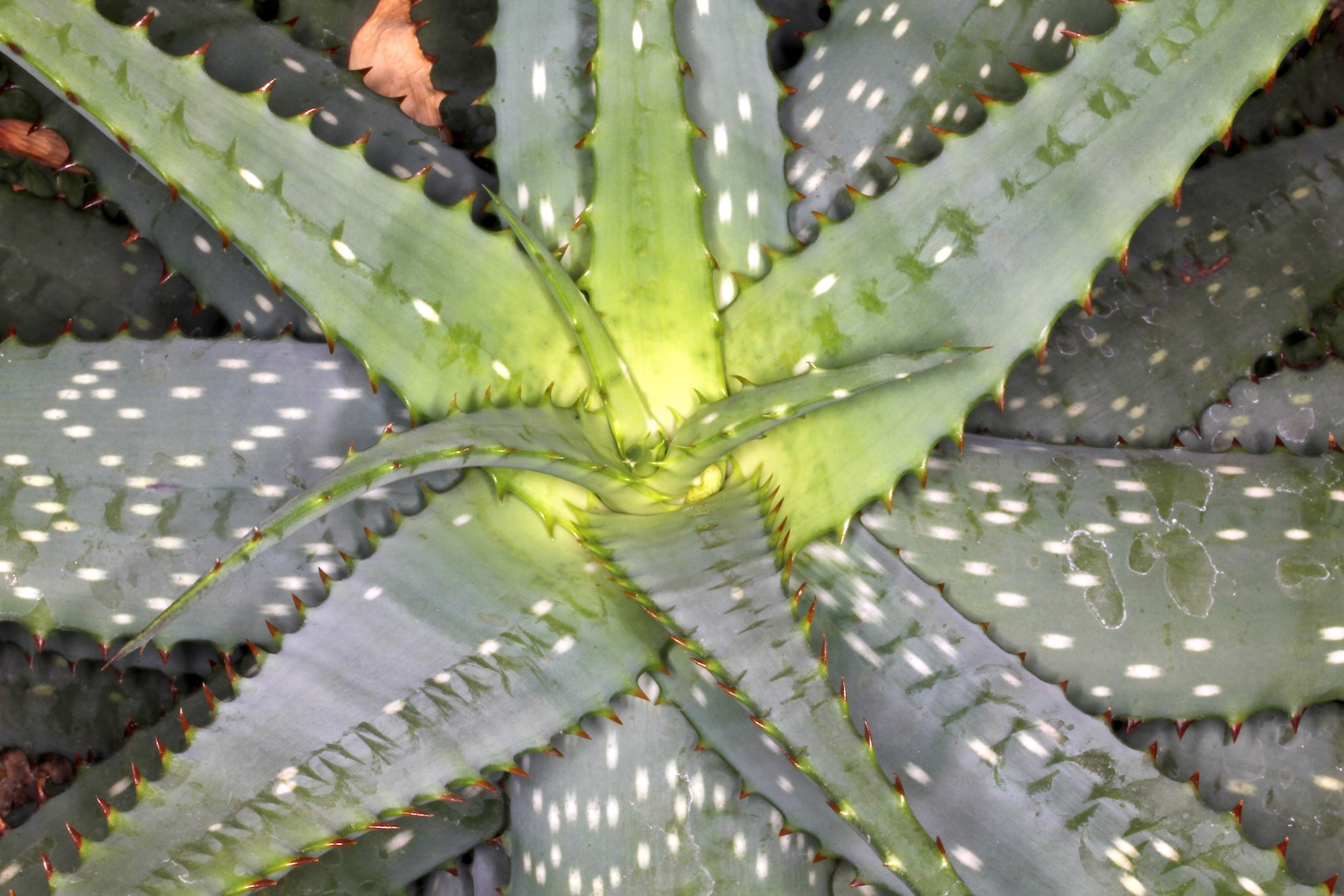